# Sequoia Holmes
Sequoia Antrice Holmes (North Las Vegas, 13 giugno 1986) è una cestista statunitense, professionista nella WNBA.